# (12399) Bartolini
(12399) Bartolini (1995 OD) – planetoida z grupy pasa głównego asteroid okrążająca Słońce w ciągu 3,48 lat w średniej odległości 2,29 j.a. Odkryta 19 lipca 1995 roku.